# Tiarinion texopallium
Tiarinion texopallium là một loài chân đều trong họ Entoniscidae. Loài này được Shields & Early miêu tả khoa học năm 1998.